# Середземноморські рідколісся та ліси

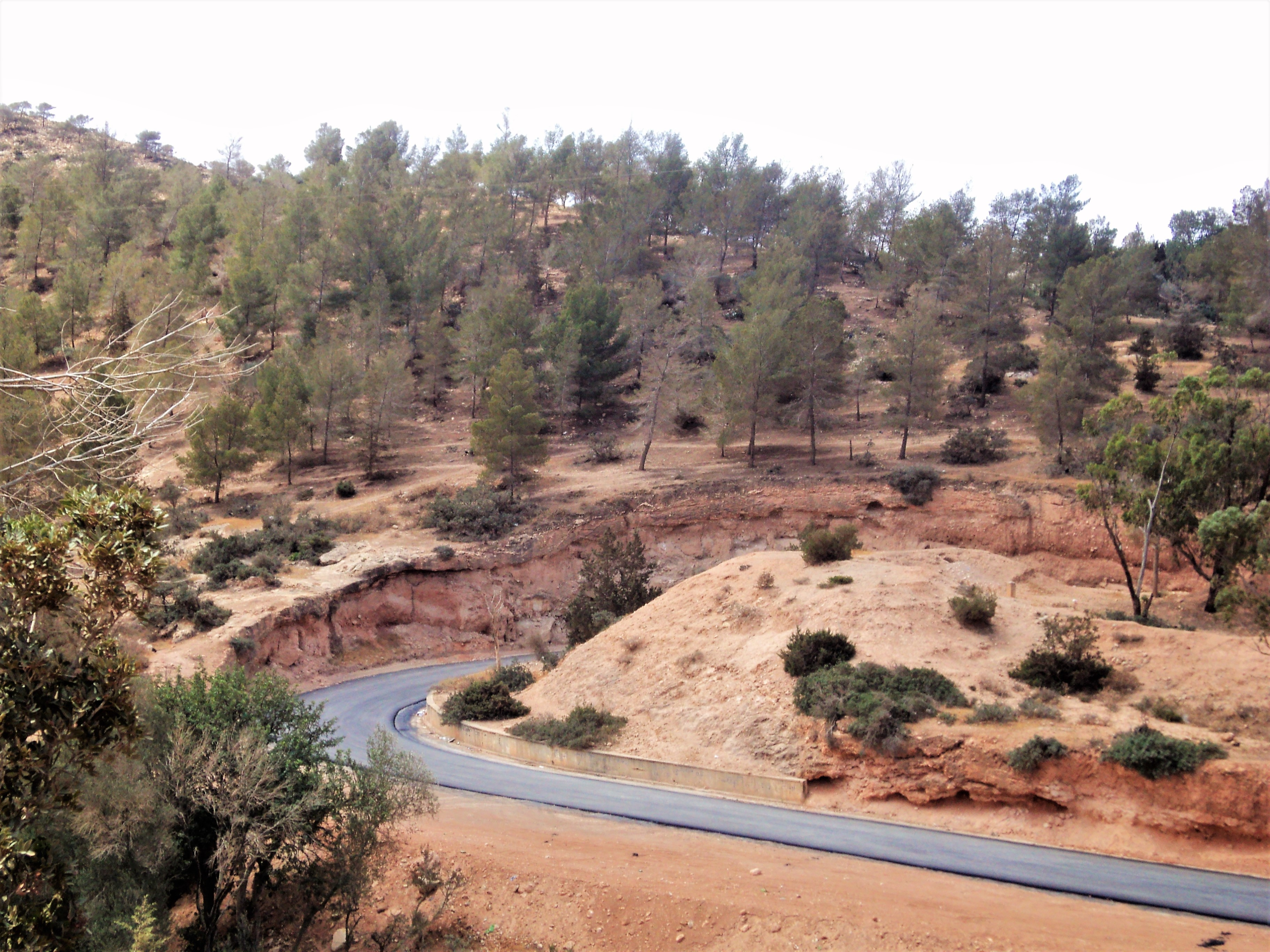
Ескарп Аль-Бакур, Джебель-Ахдар, Лівія

Середземноморські рідколісся та ліси — екорегіон на прибережних рівнинах, сопках і горах, обмежених Середземним морем та Атлантичним океаном у Північній Африці.
Має середземноморський клімат та є у складі біому середземнорські ліси, рідколісся та чагарники.

## Географія
Середземноморські рідколісся та ліси займають площу 357 900 км² у Марокко, Алжирі, Тунісі, Суверенних територіях Іспанії та Лівії.
Основна частина екорегіону простягається вздовж прибережних рівнин і сопок Магрибу, від Агадиру на атлантичному узбережжі Марокко на заході до Сфакса на березі затоки Габес, Туніс.
Екорегіон простягається вглиб країни, охоплюючи нижні схили хребтів Середнього Атласу та Високого Атласу Марокко, з окремими анклавами вздовж Сахарського Атласу, Алжир.

Два прибережних анклави лежать далі на схід уздовж Середземного моря: один уздовж південно-східного туніського узбережжя затоки Габес, включаючи острів Джерба; а другий — у горах Джебель-Ахдар уздовж берега півострова Киренаїка на північному сході Лівії.

Середземноморські рідколісся та ліси з півдня обмежені більш сухими середземноморськими сухими лісами й степами, що займають плато й гірські хребти, що межують із Сахарою;
а на півночі — морем Альборан, що є найзахіднішою частиною Середземного моря.

Середземноморські акацієво-арганієві сухі рідколісся, що займають прибережну рівнину південного Марокко, та межують з середземноморськими рідколіссями та лісами.

Середземноморські ліси та рідколісся оточують екорегіон середземноморських хвойних та мішаних лісів, що існує у вигляді низки анклавів у прибережних горах Ер-Риф і внутрішніх районах Середнього та Високого Атласу Марокко, прибережного Телль-Атласу та східної частини Сахарського Атласу Алжиру, хребтів Крумерія та Могод Тунісу. Середземноморський ялицевий степ Високого Атласу займає найвищі висоти Високого Атласу.

## Флора
Природна рослинність має склад: ліси, рідколісся та чагарники.
П'ять основних рослинних спільнот:
- Ліси та рідколісся склерофільної сосни: ліси склерофільної сосни зустрічаються переважно у найсухіших внутрішніх районах, поблизу межі з середземноморськими сухими лісами і степом, де в середньому випадає від 300 до 600 мм опадів на рік. Переважним деревом є алеппська сосна (Pinus halepensis). Часто зустрічається у мішаних насадженнях з вічнозеленим дубом (Quercus rotundifolia) і ялівцями склерофільними (Juniperus phoenicea і Juniperus oxycedrus). У лісах і рідколіссях є підліски чагарників, а саме: Cistus, Genista та розмарин.[2]
- Ліси та рідколісся берберської туї: ці ліси та рідколісся зустрічаються у низовинах Північного Марокко з більш м'яким кліматом, західного узбережжя Алжиру та у прибережних горах на північному заході Тунісу, як правило, на вапнякових ґрунтах. Для них характерна берберська туя (Tetraclinis articulata). Підлісок переважно з чагарників.[2]
- Рідколісся коркового дуба: зустрічаються на низьких і середніх висотах з м'якою зимою і відносно великою кількістю опадів (600—800 мм), часто на ґрунтах, сформованих на кремністих породах. Ліси пробкового дуба (Quercus suber) зустрічаються на прибережних рівнинах між Касабланкою і горами Ер-Риф на півночі Марокко, а також у кількох районах далі вглиб хребта Риф і Середній Атлас, а також вздовж Телль-Атласу на півночі Алжиру та в гірських хребтах Крумері[en] та Могод на північному заході Тунісу.[2] Дуб пробковий (Quercus suber) є переважаючим деревом, та має багату домішку вічнозелених невеликих дерев і великих чагарників, а саме: лавр (Laurus nobilis), суничне дерево (Arbutus unedo), верес (Erica arborea), падуб (Ilex aquifolium), Phillyreagust, Phillyrea latifolia, Viburnum tinus, Citysus villosus, мирт звичайний (Myrtus communis).[2]
- Ліси та рідколісся Quercus rotundifolia та Quercus coccifera: ліси, рідколісся та чагарники Quercus rotundifolia та Quercus coccifera є найпоширенішим рослинним співтовариством, що зустрічається від узбережжя до гір у різноманітних кліматичних умовах та ґрунтах. Ліси Quercus rotundifolia, які раніше знаходилися в низинних районах з глибокими і вологими ґрунтами, в основному були витіснені сільським господарством.[2]
- Ліси та маквіс диких маслин і ріжкового дерева: рідколісся з дикою оливою (Olea europaea europaea і Olea europaea maroccana) і ріжкового дерева (Ceratonia siliqua) колись покривали низовини з глибокими, сухішими ґрунтами, але ці території здебільшого були перетворені на сільські лани. Решта диких оливкових і ріжкових лісів були перетворені в результаті випалювання, випасу та збирання дров у чагарники маквісу. Дикі маслини також були витіснені культивованими сортами для виробництва оливкової олії, а ріжковий урожай збирають на корм.[2]

Arbutus pavarii є ендеміком Джебель-Ахдара у Киренаїці.

## Фауна
Середземноморські ліси та рідколісся колись були домівкою для декількох видів великих ссавців.
Зараз більшість з них мають обмежений ареал, а деякі з них вимерли, а саме: Барберійський олень (Cervus elaphus barbarus) обмежений частинами свого колишнього ареалу в Марокко, Алжирі та Тунісі.
Місцеві хижі: смугаста гієна (Hyaena hyaena), руда лисиця (Vulpes vulpes), звичайний шакал (Canis aureus), каракал (Caracal caracal), звичайна генета (Genetta genetta) та єгипетський мангуст (Herpestes ichneumon).
Невеликі ссавці: Atelerix algirus, Elephantulus rozeti, Atlantoxerus getulus, Dipodillus campestris.
Північноафриканський вовк (Canis anthus lupaster), берберійський леопард (Panthera pardus pardus) та берберійський макак (Macaca sylvanus) перебувають під загрозою зникнення, і їх ареал зараз обмежений невеликими територіями.
Атласький ведмідь (Ursus arctos crowtheri) та берберійський лев (Panthera leo leo) вимерли.
Екорегіон має 120 місцевих видів птахів, варто відзначити: Aquila chrysaetos, Elanus caeruleus, Circaetus gallicus, Hieraaetus pennatus та Falco naumanni. Підвид звичайного дятла Dendrocopos major numidus та сірого сорокопуда Lanius excubitor algeriensis є ендемічними.

## Заповідні території
Оцінка 2017 року показала, що 28 451 км², або 8 % екорегіону, є заповідними територіями, а саме:
- національний парк Аль-Хосейма[en], Марокко
- національний парк Тазекка, Марокко,
- національний парк Шреа, Алжир
- національний парк Ель-Кала, Алжир
- національний парк Гурайя, Алжир
- національний парк Тлемсен, Алжир
- національний парк Бу-Хедма, Туніс
- національний парк Шамбі[en], Туніс
- Джебель-Читана[en], Туніс
- національний парк Кап-Негро[en], Туніс
- національний парк Джебель-Мгілла, Туніс
- національний парк Джебель-Серж[en], Туніс
- національний парк Джебель-Загдуд, Туніс.